# Шестиденна війна

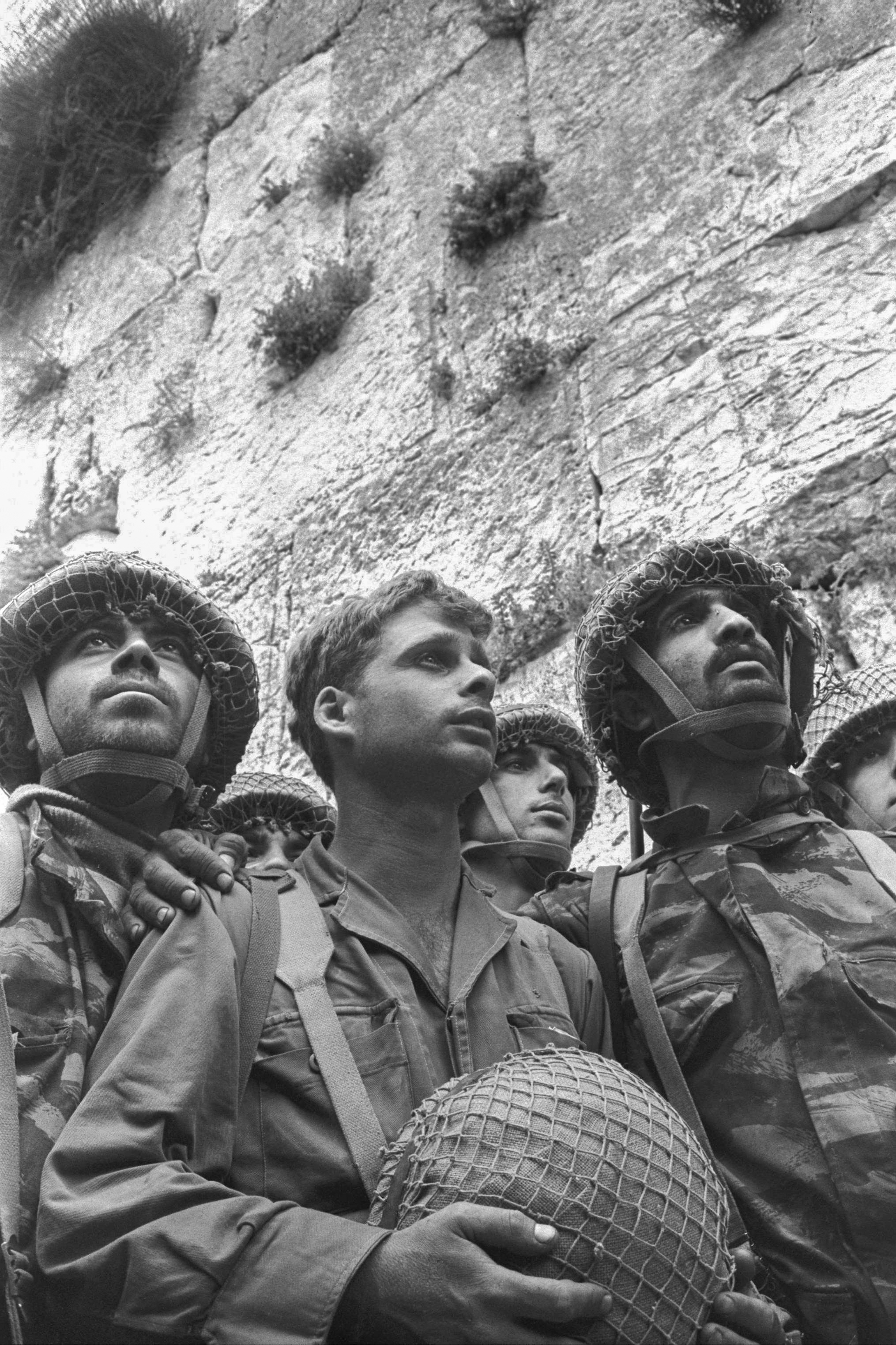
Ізраїльські солдати біля Стіни плачу після заходження в Східний Єрусалим (фото Давіда Рубінгера)

Шестиденна війна (івр. מלחמת ששת הימים, Мільхемет Шешет га-Ямім; араб. حرب الأيام الستة, Ḥarb al‑Ayyam as‑Sitta або араб. حرب 1967, Ḥarb 1967) — війна на Близькому Сході між Ізраїлем, з одного боку, і Єгиптом, Сирією, Йорданією, Іраком і Алжиром з другого (5—10 червня 1967). Почата 5 червня Ізраїлем із повітряного та наземного удару.
На кінець війни Ізраїль окупував Синайський півострів, Сектор Гази, Західний берег річки Йордан, Східний Єрусалим та Голанські висоти. Наслідки війни досі визначають політичну ситуацію в регіоні.

## Передісторія
- У листопаді 1966 року Єгипет та Сирія уклали союз (частково — внаслідок постійного дезінформування урядів як Єгипту, так і Сирії представниками СРСР про плани Ізраїлю щодо нападу на Сирію)[4].
- Ізраїль оголосив, що в разі закриття Тиранської протоки, виведення військ ООН, відправлення іракських військ до Єгипту та підписання військового пакту між Єгиптом та Йорданією залишає за собою право почати військові дії.
- 16 травня 1967 року Єгипет звинуватив Ізраїль у загрозі агресії стосовно Сирії та стягнув до кордону на сході Синайського півострова кілька дивізій. Інформація щодо стягування озброєних військових підрозділів Ізраїлю до кордонів надійшла від СРСР.[4]
- 17 травня Йорданія почала мобілізацію.
- 18 травня Єгипет висунув вимогу ООН вивести війська, які патрулювали лінію припинення вогню 1948—1956 років. Генеральний секретар ООН У Тан віддав розпорядження вивести війська. Того ж дня почалася мобілізація в Кувейті.
- 19 травня війська ООН було виведено, в Ізраїлі почалася часткова мобілізація.
- 20 травня часткова мобілізація в Ізраїлі завершилася.
- 22 травня президент Єгипту Насер Гамаль Абдель розмістив гарнізон у Шарм-ель-Шейху, оголосив блокаду Тиранської протоки.
- 23 травня Саудівська Аравія оголосила готовність взяти участь у військовому конфлікті.
- 24 травня Йорданія завершила мобілізацію.
- 28 травня почав проводити мобілізацію Судан.
- 29 травня до Єгипту було перекинуто алжирські війська.
- 30 травня Єгипет і Йорданія підписали договір про взаємодопомогу, Єгипет направив генерала Абдула Мунім Ріяда командувати силами союзників на Йорданському фронті.
- 31 травня до Йорданії направлено іракські війська.
- 4 червня у телефонних переговорах між королем Йорданії Хусейном і президентом Єгипту Насером, перехоплених Ізраїлем, Хусейн погодився підтримати Єгипет та звинуватити США в підтримці Ізраїлю. Більшість арабських держав, окрім Йорданії, розірвали дипломатичні стосунки з США.

## Хід війни

### Операція на Синайському півострові

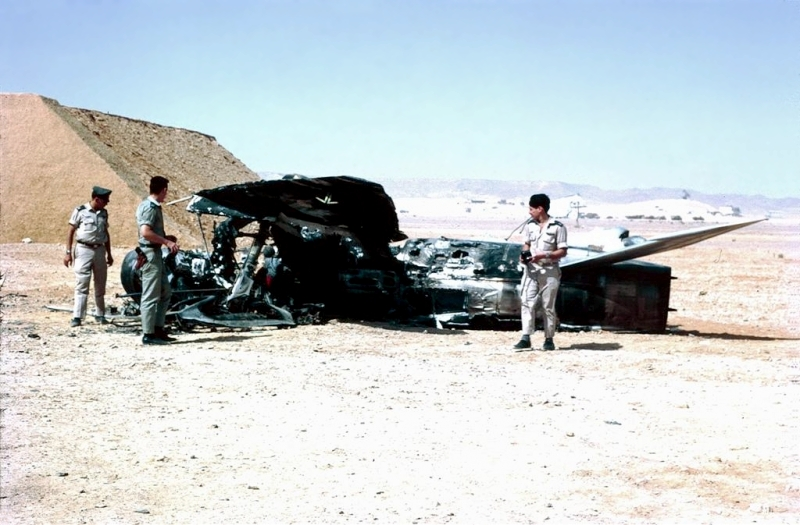
Ізраїльські військові біля знищеного єгипетського літака МіГ-21 у Бір-Джіфгафі

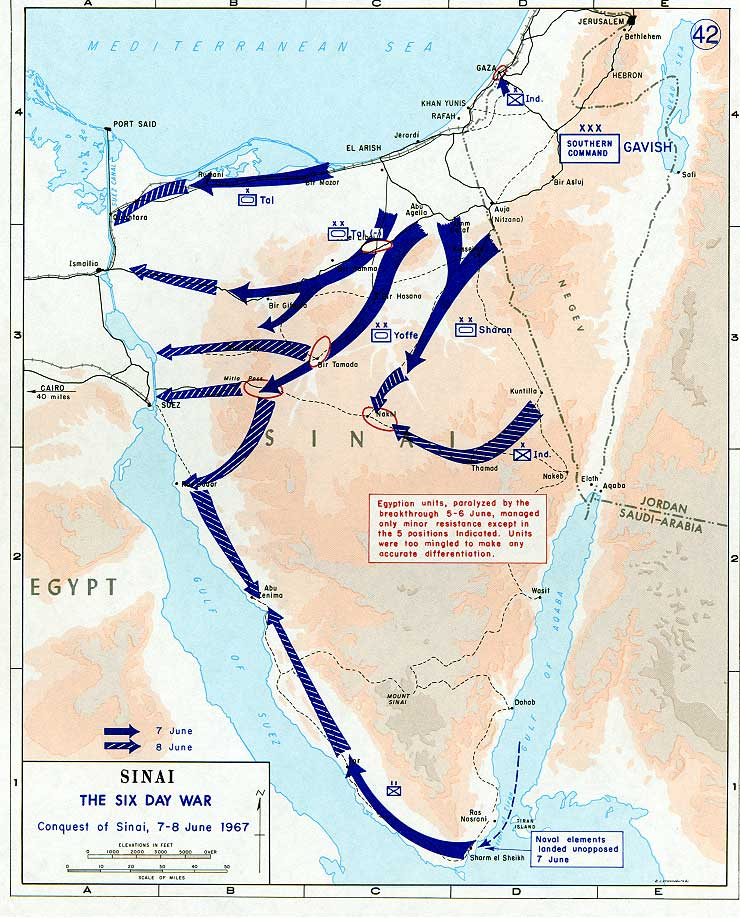
Операція на Синайському півострові

5 червня. Початок війни. Ізраїль вирішив завдати превентивного повітряного та наземного удару. Рано вранці ізраїльські ВПС завдали ударів по всіх аеродромах Єгипту, фактично знищивши єгипетські ВПС. Пізніше були розгромлені ВПС Йорданії та Сирії, частково знищені іракські ВПС у районі Мосула.
5 червня. Перший день. Розгорнуті уздовж фронту по осі північ-південь ізраїльські війська посилені механізованою дивізією полковника Ехуда Решефа, механізованою дивізією генерал-майора Ісраеля Таля, механізованою дивізією генерал-майора Аріеля Шарона, бронетанковою дивізією генерал-майора Авраама Йоффе. Дивізія Таля почала наступ у напрямі Хан-Юніс — Рафах — Ель-Аріш. Бригада Решефа вирушила на південь, у Газу. Дивізія Шарона атакувала ворожі війська в районі Абу-Агейла — Куссейма. Пізніше Йоффе завдав удару в центр Синаю.
6 червня. Другий день. О 12:00 війська Решефа зайняли Газу. Шарон, який в цей час захопив Абу-Агейла, відправив частину своїх військ очистити Рафах та Ель-Аріш. Із рештою військ він атакував ущелину Мітла. Йоффе успішно атакував основні єгипетські сили в центрі Синаю в Джебель-Лібні. Єгипетський головнокомандуючий віддав наказ про відступ усіх військ із Синаю.
7 червня. Третій день. Основні сили Таля підійшли до Бір-Гіфгафу. Передова бригада Йоффе, досягши східного краю ущелини Мітла, залишилась без палива та боєприпасів, зупинилася та була оточена відступаючими єгипетськими військами. Шарон зайняв Нахлю, інші підрозділи ізраїльської армії очистили Північно-Східний Синай та захопили Шарм-еш-Шейх.
8 червня. Четвертий день. Єгипетські бронетанкові частини намагалися прикрити відступ єгипетських військ, але були відкинуті військами Ісраеля Таля. Дивізія Йоффе прорвалася через ущелину Мітла. Дивізія Шарона взяла Нахль та попрямувала в ущелину Мітла. Синай повністю перейшов під контроль ізраїльтян.
9 червня. П'ятий день. Припинення вогню. Рада безпеки ООН зажадала припинення вогню. Ізраїль припинив вогонь негайно, Єгипет — наступного дня.

### Операція на Йорданському фронті

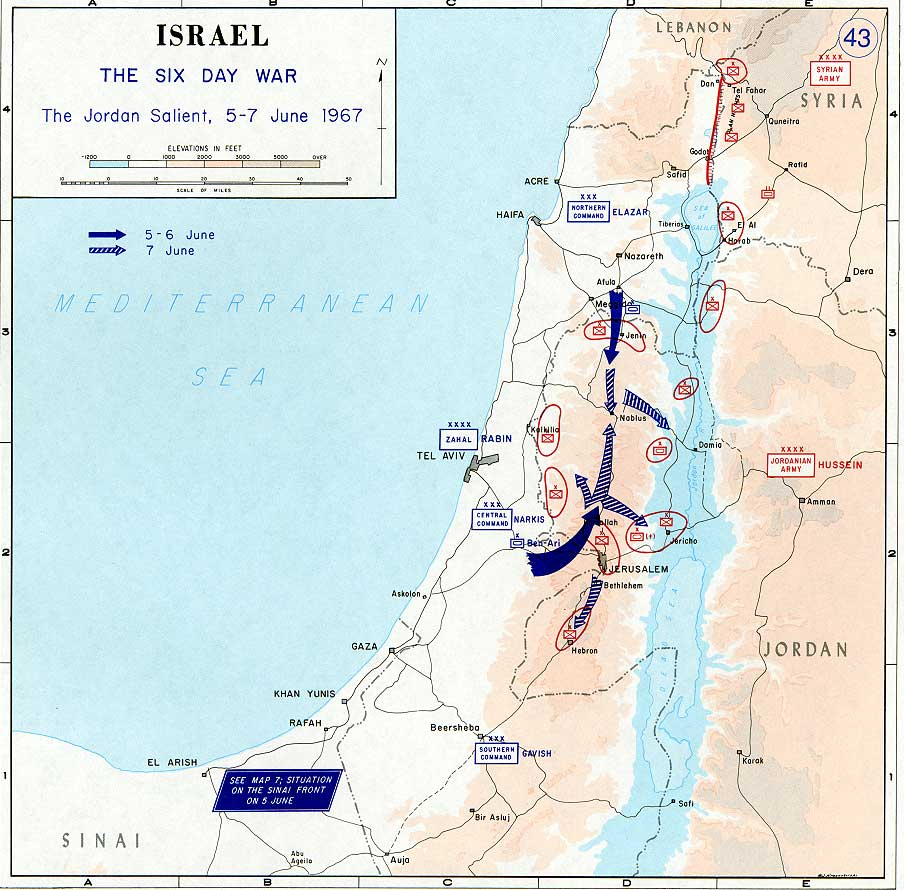
Операція на Йорданському фронті

Ізраїль планував уникати військових операцій проти Йорданії та Сирії, поки не закінчаться військові дії на Синайському півострові. У той же час Ізраїль прагнув встановити контроль над Єрусалимом.
Ізраїль запропонував королю Хуссейну зберігати нейтралітет в обмін на обіцянку про ненапад, але інші арабські країни вимагали від короля вступити у війну. Очевидно, він сподівався, що його далекобійні гармати (155-мм M40 (САУ)), направлені на Тель-Авів, задовольнять союзників, не спровокувавши Ізраїль. Проте ці гармати становили загрозу для основної ізраїльської північної авіабази в Рамат-Давіде. Тому після початку обстрілу Ізраїль вирішив почати операцію проти Йорданії.

#### Битва за Єрусалим
5 червня. Перший день. У Єрусалимі почалися бої. Вирішальну роль у цій операції відіграли парашутисти підрозділів полковника Мордехая Гура. Того ж дня вони наблизилися до стін Старого міста, де були розгорнуті йорданські війська.
6 червня. Другий день. Ізраїльський наступ на Старе місто був зупинений. Проте оточення міста було завершене — частини ізраїльської танкової бригади зайшли в Рамаллу на півночі, інша бригада зайняла Латрун на південному заході. Вперше після 1947 року дорога Тель-Авів — Єрусалим була відкрита для ізраїльського руху.
7 червня. Третій день. Полковник Гур штурмом узяв Старе місто. Близько полудня було зайнято Вифлеєм, трохи пізніше — Гуш Еціон. Згідно з пропозицією Ради безпеки ООН з 20:00 бої були припинені.

#### Дженін-Наблуська битва
5 червня. Перший день. Ізраїльські Північні війська, очолювані генерал-майором Давидом Елазаром, опівночі підійшли до міста Дженін.
6 червня. Другий день. Дженін зайняли ізраїльські війська.
7 червня. Третій день. Ізраїльтяни захопили місто Наблус.

### Операція на Сирійському фронті

Операція на Сирійському фронті

5 — 8 червня. Перший — четвертий день. На Голанських висотах перебувало шість сирійських бригад (з шістьма в резерві). Увечері 5 червня ударами ізраїльських ВПС було знищено приблизно дві третини всіх сирійських ВПС. Протягом чотирьох днів відбувалися артилерійські обстріли, сторони не робили спроб оволодіти ініціативою.
9 червня. П'ятий день. Елазар отримав наказ терміново почати наступ рано-вранці. Він сконцентрував війська для атаки через район Дан-Баніас на північ від Голанського плато, уздовж підніжжя гори Гермон. Ці сили прорвали сирійську оборону, а вранці наступного дня три бригади вийшли на плато. Одночасно інші частини пробивалися через пагорби на північ від Тиверіадського озера. Елазар наказав військам, які недавно билися в Дженін-Наблуському районі, рухатися на північ та завдати удар по Голанських висотах на південь від озера.
10 червня. Шостий день. Ізраїльтяни прорвалися через сирійську оборону на півночі Голанських висот, потім здійснили лобову атаку через плато, щоб підійти до Тиверіадського озера з півночі, заходу та південного заходу. Одночасно група військ, передислокована з Йорданського фронту, підійшла з півдня. До вечора Тиверіадське озеро було оточено.

## Політичні наслідки
10 червня — Болгарія, Угорщина, Польща, СРСР, Чехословаччина та Югославія розірвали дипломатичні стосунки з Ізраїлем.
17 червня — 21 липня в Нью-Йорку відбулася 5-а надзвичайна спеціальна сесія Генеральної Асамблеї ООН, скликана за пропозицією СРСР. Жоден із трьох проєктів резолюції з приводу арабо-ізраїльського конфлікту не було ухвалено. 4 та 14 липня прийнято три резолюції про захист цивільного населення та статус Єрусалиму. 21 липня сесія була формально перервана, а офіційно закрита 18 вересня.
22 листопада — Рада Безпеки ООН одностайно ухвалила резолюцію 242, що вимагала «встановлення справедливого та міцного миру на Близькому Сході, який повинен включати два принципи:
1. Виведення ізраїльських сил з територій, окупованих під час конфлікту.
2. Пошана та визнання суверенітету, територіальної цілісності та політичної незалежності кожної держави в даному районі та їх права жити в безпечних та визнаних кордонах».

У різних країнах арабського світу відбулися масові маніфестації на підтримку Сирії, Йорданії та Єгипту.